# Václav Skuhravý
Václav Skuhravý (* 16. Januar 1979 in Slaný, Tschechoslowakei) ist ein tschechischer Eishockeyspieler, der seit Frühjahr 2016 erneut beim HC Energie Karlovy Vary in der tschechischen Extraliga spielt.

## Karriere

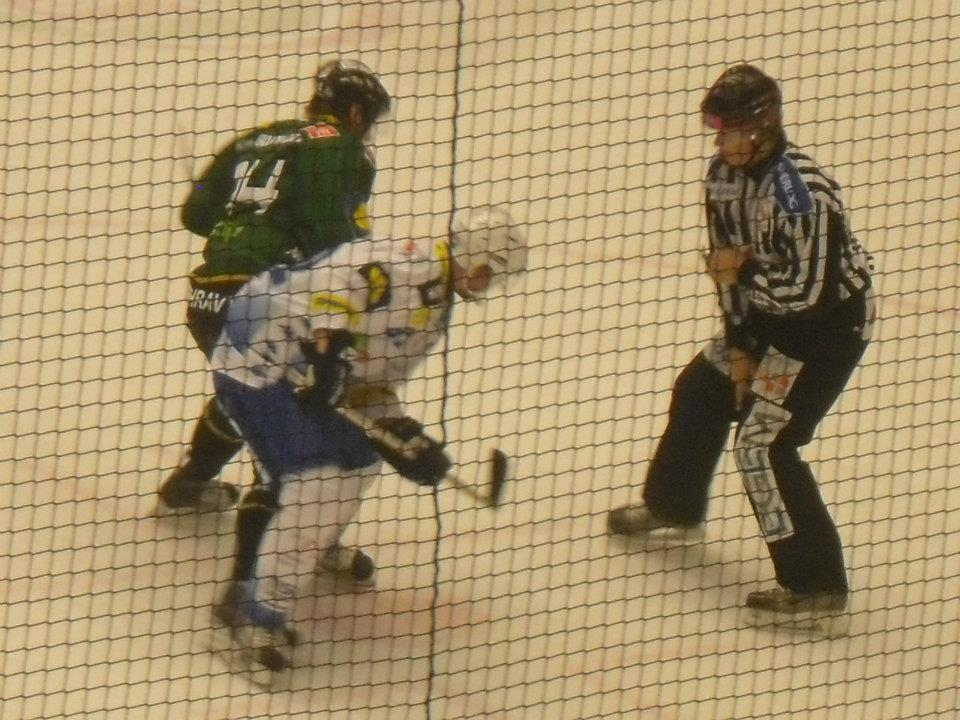
Václav Skuhravý (links, 2015)

Václav Skuhravý begann seine Karriere im Nachwuchs des HC Karlovy Vary, für den er am Ende der Spielzeit 1998/99 in der Extraliga debütierte. In der folgenden Spielzeit spielte er für Ytong Brno in der U20-Extraliga und drittklassigen 2. Liga Tschechiens, bevor er 2000 zum HC Rabat Kladno wechselte. In den folgenden zwei Jahren spielte er vor allem für Kladno in der Extraliga, kam aber auch immer wieder zu Einsätzen in der zweitklassigen 1. Liga für den SK Kadaň. Im Sommer 2002 wechselte er zurück zu seinem Heimatverein nach Karlovy Vary, wo er seither spielt. Sowohl in der Spielzeit 2005/06, als auch 2006/07 war er der Spieler mit den meisten Strafminuten der Extraliga. In der folgenden Saison erreichte er mit seiner Mannschaft das Playoff-Finale gegen den HC Slavia Prag. Diese Serie gewann Slavia mit 4:3, so dass der HC Energie Karlovy Vary nur tschechischer Vizemeister wurde. Ein Jahr später gewann er mit Karlovy Vary die tschechische Meisterschaft.
Die Saison 2013/14 verbrachte er beim HC České Budějovice in der 1. Liga und spielte mit einer B-Lizenz auch 12 Partien für den HC Verva Litvínov. Im August 2014 kehrte er mit einem Zweimonatsvertrag nach Karlsbad zurück, wo sein Vertrag später bis zum Saisonende verlängert wurde. Im Juli 2015 wechselte Skuhravý zurück zum Klub aus Kladno, der inzwischen unter dem Namen Rytíři Kladno in der 1. Liga spielte. Kurz vor Beginn der Extraliga-Relegation kehrte er leihweise wieder in den Kader des HC Energie zurück und verhalf diesem zum Verbleib in der Extraliga. Anschließend erhielt er abermals einen neuen Vertrag beim Klub aus Karlsbad.

### International
Václav Skuhravý hat in seiner bisherigen Laufbahn nur an einer Weltmeisterschaft teilgenommen, wurde aber zwischen 2005 und 2009 mehrfach für Vorbereitungsspiele und Turniere der Euro Hockey League in den Kader der Nationalmannschaft berufen. Bei der Eishockey-Weltmeisterschaft der Herren 2008 wurde er in zwei Spielen eingesetzt.

### Spielstil
Václav Skuhravý ist ein Defensivstürmer, der regelmäßig zu den Spielern mit den meisten Strafminuten der Extraliga zählt. In den Spielzeiten 2005/06, 2006/07 und 2014/15 war er sogar der Spieler mit den meisten Strafminuten der Extraliga, 2013/14 belegte er den gleichen Platz in der 1. Liga. Zwischen 2007 und 2013 war er Mannschaftskapitän des HC Energie Karlovy Vary.

## Erfolge und Auszeichnungen
- All-Star-Team der Extraliga 2007/08
- 2009 Tschechischer Meister

- 2018 Aufstieg in die Extraliga mit dem HC Energie Kalovy Vary

## Karrierestatistik
(Legende zur Spielerstatistik: Sp oder GP = absolvierte Spiele; T oder G = erzielte Tore; V oder A = erzielte Assists; Pkt oder Pts = erzielte Scorerpunkte; SM oder PIM = erhaltene Strafminuten; +/− = Plus/Minus-Bilanz; PP = erzielte Überzahltore; SH = erzielte Unterzahltore; GW = erzielte Siegtore; 1 Play-downs/Relegation; Kursiv: Statistik nicht vollständig)